# Miquel Àngel Moyà Rumbo
Miquel Àngel Moyà Rumbo (Binissalem, Mallorca, 2 d'abril de 1984), fou un futbolista professional balear que jugava com a porter.
Ha jugat 274 partits a La Liga al llarg de 17 temporades, representant el RCD Mallorca, València CF, Getafe CF, Atlètic de Madrid i Reial Societat. A més ha jugat 58 partits a l'extinta Segona B amb el Mallorca B. 38 partits de Copa del Rei i 17 participacions europees entre Champions i Europa League.

## Palmarès
Atlético de Madrid
- 1 Lliga Europa de la UEFA: 2017-18.
- 1 Supercopa d'Espanya: 2014.

Reial Societat
- 1 Copa del Rei: 2019-20

Selecció Espanyola
- 1 Campionat d'Europa sub-19: 2002.

## Biografia
Moyà fou considerat una de les perles del planter mallorquinista. Va jugar habitualment com a titular a les categories inferiors de la selecció espanyola assolint diversos títols amb el combinat nacional. Després de diverses temporades al Mallorca B, va començar a jugar al Primer equip l'any 2006. El juliol de 2009 va ser traspassat al València CF per 5 milions d'euros.
El 4 de juny de 2014 l'Atlético de Madrid va fer oficial el seu fitxatge procedent del Getafe CF, per cinc temporades, i a canvi d'uns tres milions d'euros. L'Atlético fitxà Moyà davant les poques perspectives que tenia de renovar la cessió del seu porter titular, Thibaut Courtois, propietat del Chelsea FC.
El 27 de febrer del 2018 es va fer oficial el seu fitxatge per la Reial Societat per dues temporades i mitja. La Reial Societat va contractar Moya obligada per la lesió de Gerónimo Rulli i per no confiar en el rendiment del porter suplent Toño Ramírez. Dos dies després i sense haver entrenat encara amb els seus nous companys, va debutar davant el Real Betis en un empat a zero. L'agost del 2020, després d'haver expirat el seu contracte, va signar un nou contracte que el vinculava a la Reial Societat fins al juny del 2021. Data a la qual va decidir penjar les botes.